# Stichting Trolleymaterieel Arnhem
De Stichting Trolleymaterieel Arnhem (STA) is een Nederlandse stichting die historische trolleybussen bewaart, opknapt en soms ook laat rijden. De stichting is gevestigd op industrieterrein Het Broek in Arnhem.

## Geschiedenis
De stichting werd in 2018 opgericht. Hierna werden meerdere Arnhemse trolleybussen overgenomen van de Stichting Veteraan Autobussen. Deze groep bussen bestond uit de BUT 139, DAF 128, Den Oudsten 0158, Volvo 5180 en de Volvo dieselbus 61. De 139 ging eind mei 2018 naar het Nationaal Bus Museum in Hoogezand, waar deze optisch helemaal gerenoveerd werd. Nadat de Berkhof Premier AT 18 bussen uit dienst gingen bij Breng heeft de STA in 2022 de 5227 overgekocht, en deze ook aan hun collectie toegevoegd. In 2022 was ook de 0158 voor het eerst in 20 jaar weer rijvaardig. Deze bus werd in 2023 gebruikt voor verschillende rondritten in de zomer.
De STA is op zoek naar een permanente stalling waar alle voertuigen in passen en ruimte is voor onderhoud. Toen de stichting werd opgericht stonden de bussen bij een bedrijf op industrieterrein Kleefse Waard. In maart 2021 gingen ze naar een hal in de Meinerswijk, waar genoeg ruimte voor alle bussen en onderhoud was. maar de bussen moesten in juli 2023 weer verhuizen naar de oude KEMA-fabriek op Arnhems Buiten, en hier moesten de bussen in maart 2024  weer vertrekken naar een pand op industrieterrein Het Broek, maar daar passen niet alle bussen in. De 5227 en 5180 moeten nu noodgedwongen buiten staan, wat niet wenselijk is voor zulke bussen.

## Wagenpark
De STA vloot bestaat uit 6 eigen bussen en 1 van een particulier die gestald en gereden wordt door de stichting.
| Nummer      | Type                     | Status                                                                            | Afbeelding |
| ----------- | ------------------------ | --------------------------------------------------------------------------------- | ---------- |
| 61          | Volvo / Den Oudsten B88  | Rijvaardig                                                                        |            |
| 128         | DAF MB200T               | Niet rijvaardig                                                                   |            |
| 0158        | Den Oudsten B79T         | Defect aan compressor, tijdelijk niet rijvaardig.                                 |            |
| 5177 & 5180 | Volvo / Den Oudsten B88T | 5177 is een plukvoertuig, 5180 is in onderhoud.                                   |            |
| 5227        | Berkhof Premier AT 18    | Rijvaardig op aggregaat, rijden op bovenleiding momenteel onmogelijk door defect. |            |
| 11 / 228    | Van Hool AG280T          | Rijvaardig op aggregaat, rijden op bovenleiding momenteel onmogelijk door defect. |            |